# Cake To Bake
"Cake to Bake" (português: Bolo para cozinhar) é uma canção pela letónia  (banda Aarzemnieki) . Eles foram escolhidos para representar a Letónia no Festival Eurovisão da Canção 2014 na Dinamarca.